# Aldo Nicolaj
Aldo Nicolaj (15. března 1920 Fossano – 5. července 2004 Orbetello) byl italský dramatik.

## Dílo
- 1959 Italská balada (Il soldato Piccico)
- 1967 Černí jako kanáři (Nero come un canarino)
- 1967 Motýl- motýl- (Farfalla- farfalla-)
- 1970 Pupeční šňůra (Il cordone ombelicale)
- 1973 Nebyla to Pátá, byla to Devátá (Non era la quinta era la nona)
- Ozbrojený trojúhelník (Spari e dispari o Triangolo armato)
- 1974 Tři na lavičce (Classe di ferro)
- 1977 Únos v Neapoli (La prova generale)

### Česká provedení
- 2008 Tři na lavičce (Classe di ferro), překlad Jan Makarius, rozhlasová úprava Jiří Hubička, dramaturgie Jitka Škápíková, režie Petr Mančal. Účinkují: Petr Kostka, Josef Somr a Zdena Hadrbolcová.[1]